# Lisa Hofer
Lisa Carline Hofer (* 1984 in Prien am Chiemsee) ist eine deutsche Schauspielerin und Drehbuchautorin.

## Biografie
Lisa Hofer wuchs in Traunstein am Chiemsee auf. Nach ihrer Ausbildung zur Kinderpflegerin arbeitete sie als Produktions- und Regieassistentin in den Bavaria Filmstudios München. Im Jahr 2010 begann sie ihr Schauspielstudium am Max Reinhardt Seminar in Wien, das sie 2014 abschloss.  Während des Studiums trat sie im Schlosstheater Schönbrunn, der Neuen Studiobühne und diversen Theaterfestivals auf. Noch vor ihrem Studium spielte sie u. a. in dem Kinofilm Buddenbrooks unter der Regie von Heinrich Breloer.
Nach ihrem Studium folgten Theater- und Filmengagements im deutschsprachigen sowie internationalen Raum. Als Co-Autorin schrieb sie den Spielfilm Schwarze Insel, der 2020 für Netflix realisiert wurde.
Lisa Hofer lebt und arbeitet in Traunstein und Berlin.

## Auszeichnungen
Förderpreis des Bundesministeriums für Bildung und Forschung und der Preis der Studierenden für Maggie T.

## Filmografie (Auswahl)
- 2008: Die Rosenheim-Cops – Der Tod kam von oben
- 2008: Buddenbrooks
- 2009: Mein
- 2010: Lüg weiter, Liebling
- 2011: Schicksalsjahre (TV-Mehrteiler)
- 2012: Tatort: Der traurige König
- 2014: Seitensprung
- 2016: Der lichte Grund
- 2017: In Wahrheit: Mord am Engelsgraben
- 2020: Spy City
- 2021: Der Alte – Unsterblich
- 2022: Munich Games
- 2023: SOKO Stuttgart – Partyzone
- 2024: Zeit Verbrechen (Miniserie, Folge Dezember)
- 2024: Bonhoeffer: Pastor. Spy. Assassin.
- 2025: Tatort: Der Stelzenmann